# جرالد تیت
جرالد تیت (انگلیسی: Gerald Tait; ۷ نوامبر ۱۸۶۶ – ۱۹ دسامبر ۱۹۳۸) قایقران قایق بادبانی اهل بریتانیا بود.